# My Binondo Girl
My Binondo Girl es una serie de televisión filipina transmitida por ABS-CBN desde el 22 de agosto de 2011 hasta el 20 de enero de 2012. Está protagonizada por Kim Chiu, Xian Lim, Jolo Revilla y Matteo Guidicelli.

## Elenco

### Elenco principal
- Kim Chiu[4] como Jade Dimaguiba Sy-Wu/Yuan Sy
- Xian Lim como Andy Wu[5]
- Jolo Revilla como Onyx Dimalanta[6]
- Matteo Guidicelli como Trevor Wu[7]

### Elenco secundario
- Ai Ai de las Alas como Zenaida "Zheny" Dimaguiba-Sy.[1]
- Gina Pareño como Amor Dimaguiba.
- Cherry Pie Picache como Jean Dimasupil-Sy.
- Glydel Mercado como Ningning Wu.
- Ricardo Cepeda como Edison Wu.
- Richard Yap como Chen Sy.
- Marina Benipayo como Menchu Wu.
- Laureen Uy como Amethyst Sy.[8]
- Maja Salvador[9] como Amber Dionisio

### Elenco extendido
- Simon Ibarra como Arturo Dimalanta.
- Gilleth Sandico como Stella Dimalanta.
- Coleen Garcia como Marissa.
- Eda Nolan como Annie.
- David Chua como Stephen.
- Bea Saw como Althea.
- Moi Marcampo como Anikka Cruz.

### Elenco de invitados
- Quintin Alianza como Stephen (joven).
- Maurice Mabutas como Annie (joven).
- Aiko Climaco como Lena.
- Gwen Garci como Lorraine.
- Raymund Concepción como decano de la universidad.
- George Lim as Arturo como el jefe de Onyx.
- Janvier Daily como Rafael Bautista.
- Ian Valdez como Parlorista.
- John Medina como Gieneth.
- Rayver Cruz como Edison (joven).
- Aze Sasaki como Patrice.
- Peter Chua como el maestro de Wu Shu.

### Participaciones especiales
- Robi Domingo como Chen Sy II.
- Mutya Orquia como Jade Dimaguiba (joven).
- Sharlene San Pedro como Amethyst Sy (joven).
- Izzy Canillo como Onyx (joven).
- Kristoff Meneses como Andy (joven).
- Joshen Bernardo como Trevor (joven).